# Leptothyra rubricincta
Leptothyra rubricincta is een slakkensoort uit de familie van de Colloniidae. De wetenschappelijke naam van de soort is voor het eerst geldig gepubliceerd in 1845 door Mighels.